# Moradabad
Pour les articles homonymes, voir Moradabad (homonymie).
Moradabad (en hindi : मुरादाबाद, ourdou : مُرادآباد)  est une ville indienne de l'État d'Uttar Pradesh.
La ville est la capitale de la division de Moradabad, et à l'intérieur du district de Moradabad. La ville fut fondée en 1625 par Rustam Khan. Elle est nommée d'après le prince Murâd Baksh, le fils de l'empereur moghol Shâh Jahân. 
La ville est située sur les rives de la Ramganga, à environ 167 km de Delhi et 344 km au nord-ouest de Lucknow. Elle est réputée dans la région pour son artisanat du cuivre.